# 甘丹热布杰寺
甘丹热布杰寺，位于西藏自治区日喀则市南木林县土布加乡玛格达村，是一座藏传佛教寺院。

## 简介
甘丹热布杰寺是位于西藏自治区日喀则市南木林县土布加乡玛格达村的一座藏传佛教寺院。
2007年，甘丹热布杰寺被定为第四批西藏自治区文物保护单位。
2012年，甘丹热布杰寺僧人次仁久杰被评为西藏自治区爱国守法先进僧尼。